# 張顯光

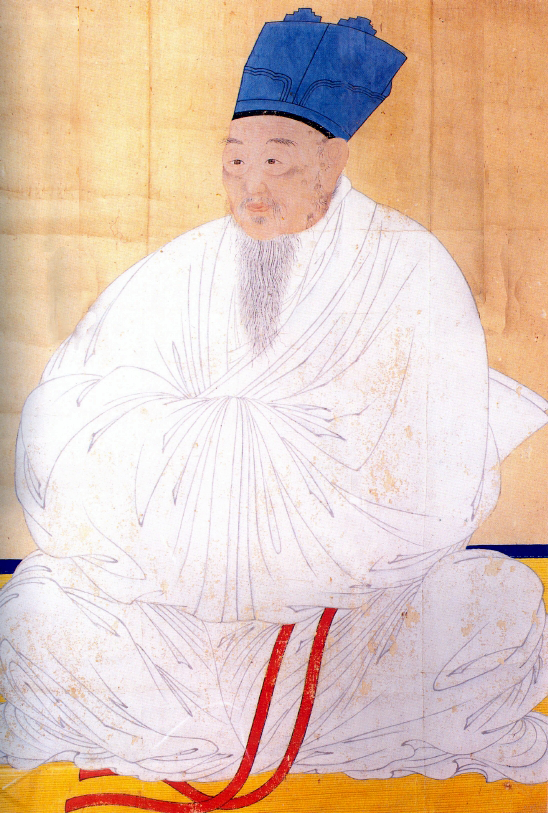
張顯光(18c)

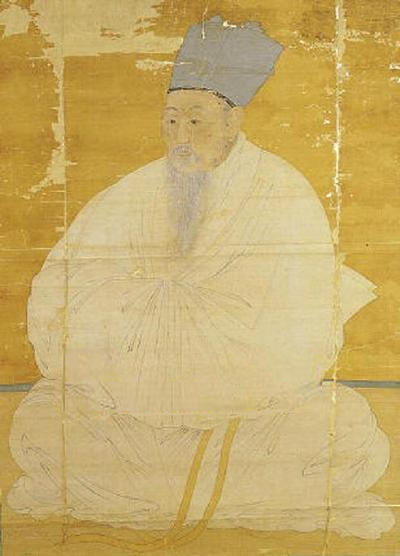
張顯光(1633)

張顯光（韓語：장현광，1554年—1637年9月15日），字德晦，號旅軒，本貫仁同張氏，朝鮮王朝中期的巨儒性理學者，哲學者及氣學者，天文學者，諡號文康。他是鄭逑門人及許穆、尹鑴的老師。他的南人黨的理論的思想的地主之一。

## 著作
- 旅軒集（여헌집）
- 易學圖說（역학도설）
- 性理說（성리설）
- 龍蛇日記（용사일기）

## 外部連結

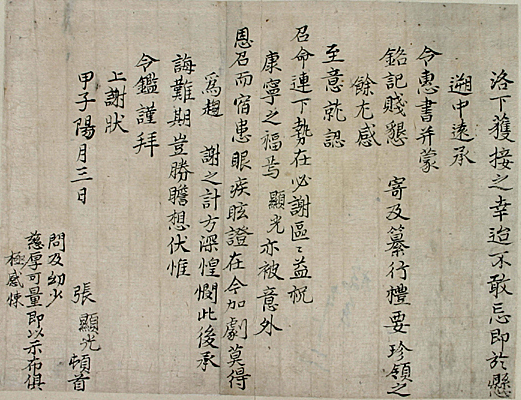
張顯光的便紙（1624年3月）

- 張顯光:Naver Archive.today的存檔，存档日期2013-02-08 
- 旅軒 張顯光 
- 張顯光:Nate Archive.today的存檔，存档日期2013-01-29 
- 張顯光:韓國歷代人物鍾合情報 （页面存档备份，存于） 